# Pliogonodon
Pliogonodon is een slecht bekend geslacht van (mogelijk) uitgestorven krokodilachtigen. Het geslacht telt slechts één soort, Pliogonodon priscus. Men weet niet hoe het dier er precies uitzag en hoe lang het was, noch kan men de classificatie met enige zekerheid nader bepalen dan de Neosuchia. Dit is vanwege het feit dat er behalve het schaarse en slecht beschreven materiaal geen ander materiaal van het dier bekend is.

## Vondst en naamgeving

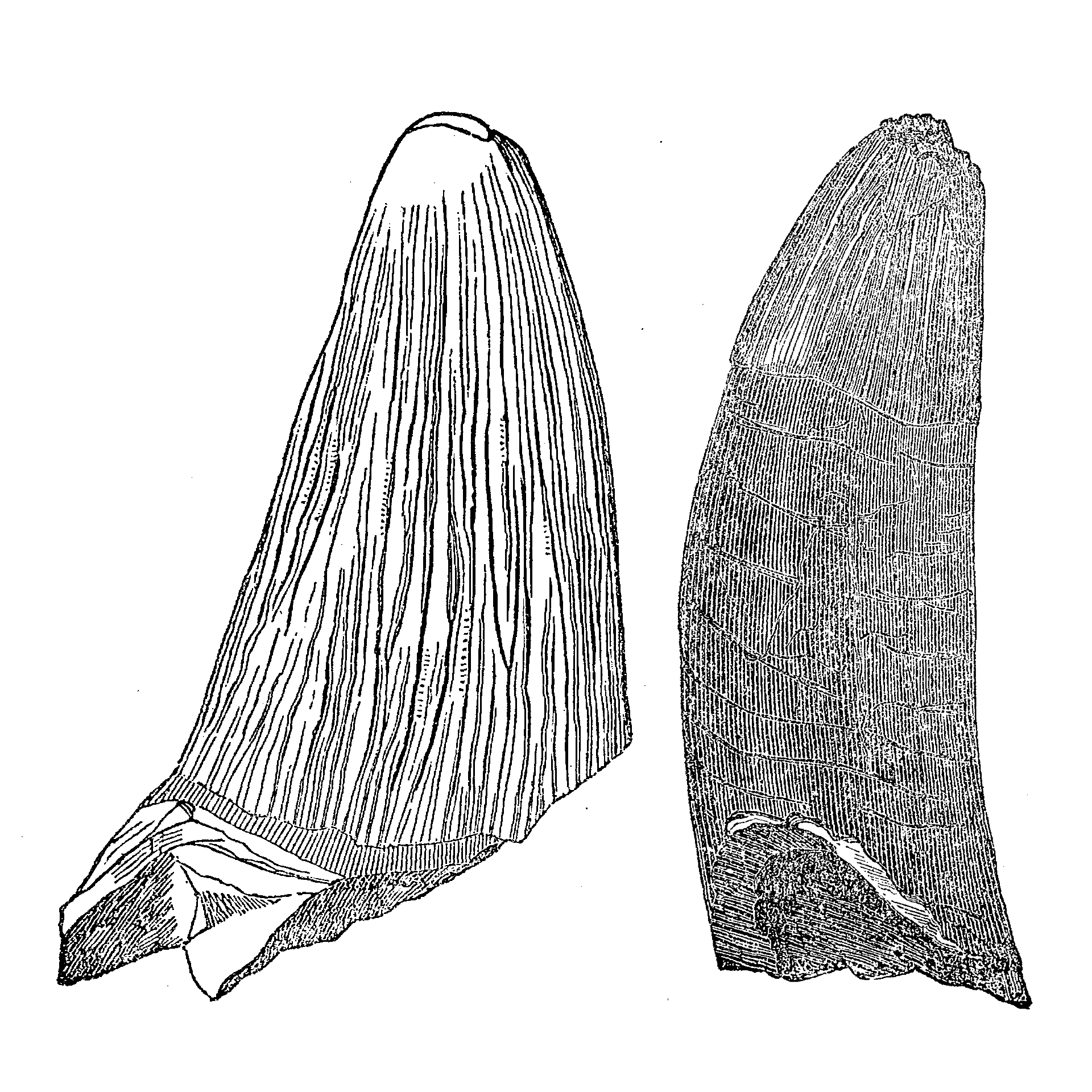
Reconstructie van een tand van Deinosuchus van twee verschillende hoeken gezien. Deze reconstructie werd ook gemaakt door Ebenezer Emmons en opgenomen in zijn "Report of the North Carolina Geological Survey. Agriculture of the Eastern Counties; together with Descriptions of the Fossils of the Marl Beds" uit 1858.

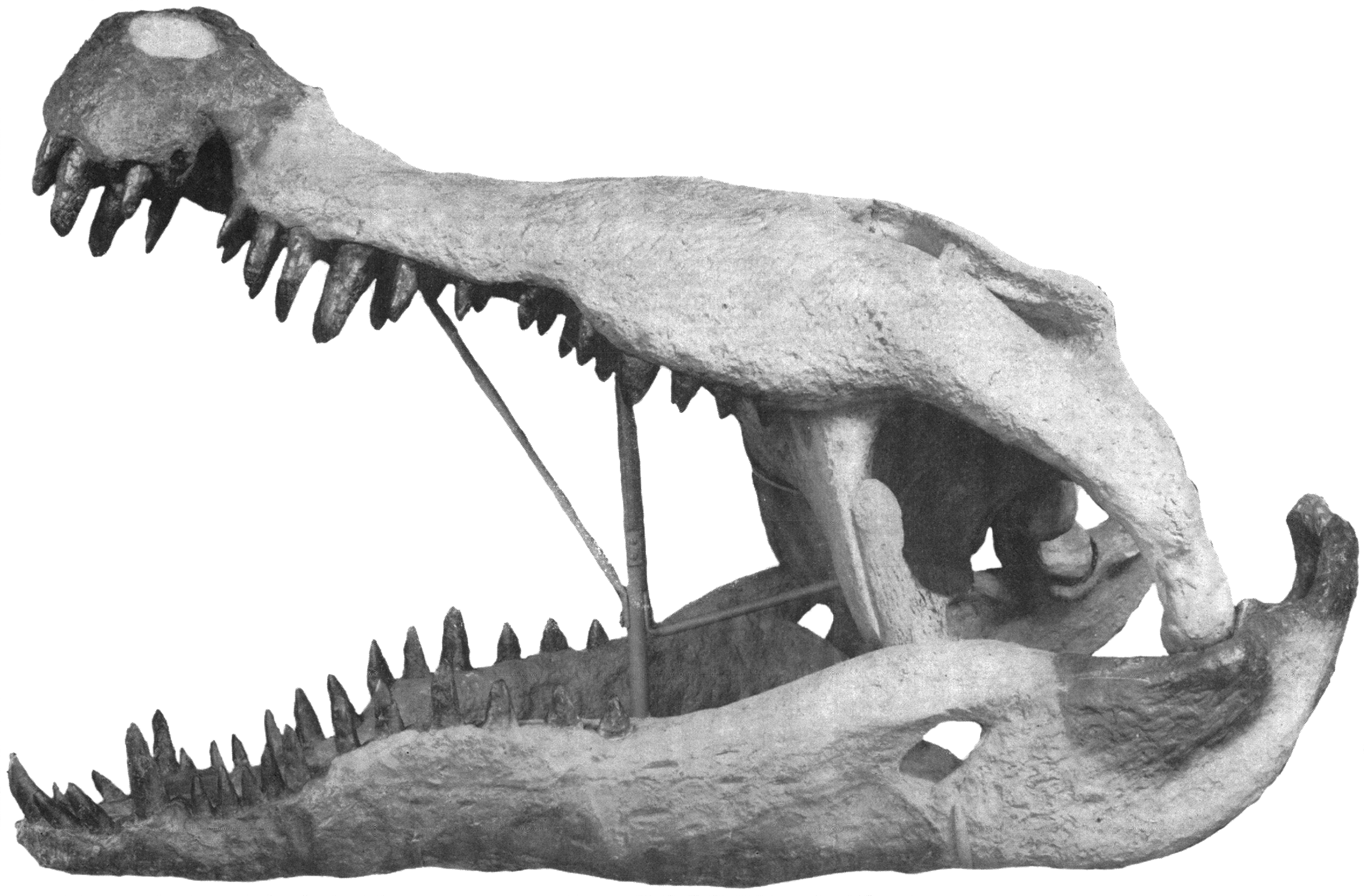
Een deels gereconstrueerde schedel van Deinosuchus in het American Museum of Natural History.

Al wat er van Pliogonodon gevonden is is het holotype USNM 7448 (een gebroken tand) en daarnaast nog een andere beschadigde tand van het dier. Beide tanden zouden ongeveer 5,1 centimeter lang zijn als ze goed waren bewaard en werden gevonden op Phoebus Landing bij Cape Fear River in North Carolina. Helaas werd bij de vondst de laag waarin de tanden gevonden werden niet geregistreerd, wat het beschrijven van het dier alleen maar lastiger maakt. In 1956 werd de tand beschreven door Joseph Leidy. In 1858 nam Ebenezer Emmons de fossielen van Pliogonodon op in zijn Report of the North Carolina Geological Survey. Agriculture of the Eastern Counties; together with Descriptions of the Fossils of the Marl Beds.
Sinds de ontdekking van de uitgestorven semi-aquatische krokodil Voay robustus van Madagaskar, die destijds nog Crocodylus robustus genoemd werd, worden de fossielen van Pliogonodon aan dat geslacht toegerekend. Mocht het blijken dat Voay, die overigens uit veel jongere lagen (het Pleistoceen en Holoceen) stamt, hetzelfde geslacht betreft als Pliogonodon, dan zal Voay uitgeroepen worden tot een jonger synoniem van Pliogonodon, aangezien de laatste als eerste ontdekt en beschreven is. Dit zou ook betekenen dat de verspreiding van Pliogonodon/Voay veel groter was dan tot voorheen gedacht. Aangezien North-Carolina en Madagaskar zo ver uit elkaar liggen is het waarschijnlijk dat het geslacht ook op andere plaatsen voor zou komen.
Toch geloven lang niet alle paleontologen dat de samenvoeging van Pliogonodon en Voay terecht zou zijn. Zo geloven anderen bijvoorbeeld dat Pliogonodon een kleine soort is van het geslacht Deinosuchus dat de uitsterving aan het einde van het Krijt overleefde tot in het Mioceen. Behalve de mogelijke vondst van Pliogonodon uit het Mioceen worden er al geen fossielen meer van Deinosuchus meer gevonden tot enkele miljoenen jaren onder de K-T grens. Mochten Pliogonodon en Deinosuchus één geslacht betreffen, dan zou ook Deinosuchus een jonger synoniem van Pliogonodon zijn omdat Deinosuchus twee jaar later dan Pliogonodon ontdekt en beschreven werd. Dit zou betekenen dat Pliogonodon/Deinosuchus een lazarustaxon vormt, aangezien er een groot gat in tijd zit tussen de twee vondsten.
Een derde hypothese vormt dat Pliogonodon een lid is van de basale crocodylomorfe familie Goniopholididae. Anders dan bij de laatste twee hypothesen zou Pliogonodon niet samengevoegd hoeven worden met een al bestaand geslacht. Sommige aanhangers van deze theorie denken dat het ook hier een lazarustaxon betreft, hoewel andere aanhangers wijzen op het feit dat de ouderdom van het fossiel niet met zekerheid vast te stellen is. Ook is het niet uitgesloten dat Pliogonodon eenvoudigweg een fossiel individu van een nog levend geslacht van krokodilachtigen vormt. Meer fossiel materiaal zal gevonden moeten worden om van een van deze hypotheses te bevestigen dat hij klopt. Tot dusver is de classificatie van Pliogonodon tot op lager niveau dan de Neosuchia hoogst onzeker.

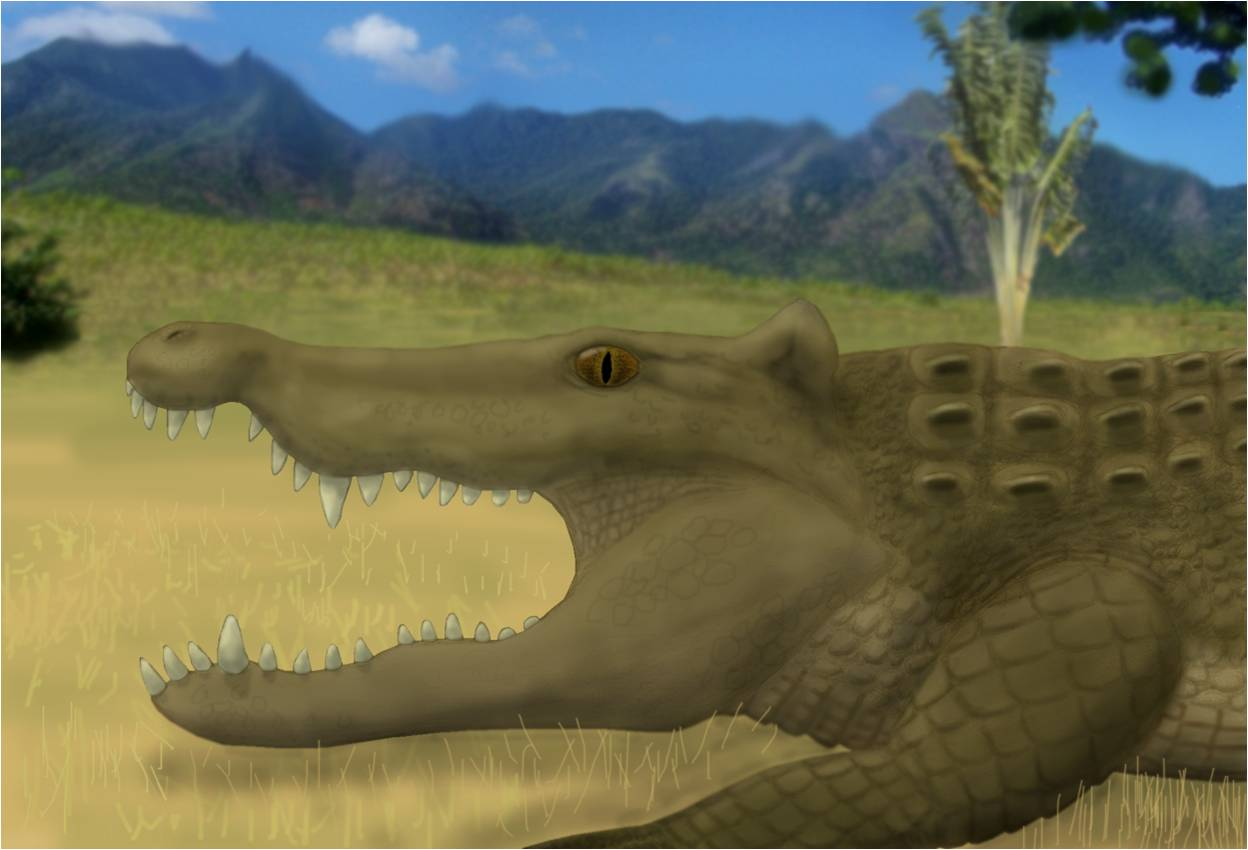
Een reconstructie van Voay, een mogelijke verwant, als niet hetzelfde geslacht of zelfs soort als Pliogonodon.
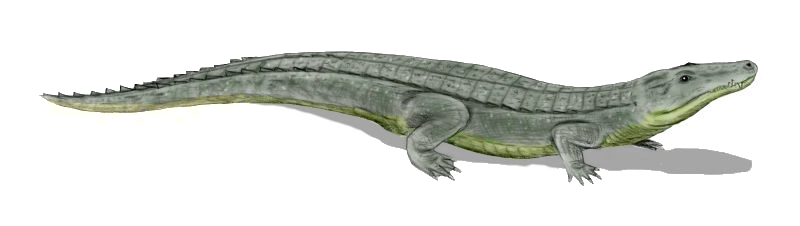
Goniopholis, naamgever van de Goniopholididae, waartoe Pliogonodon ook kan behoren.
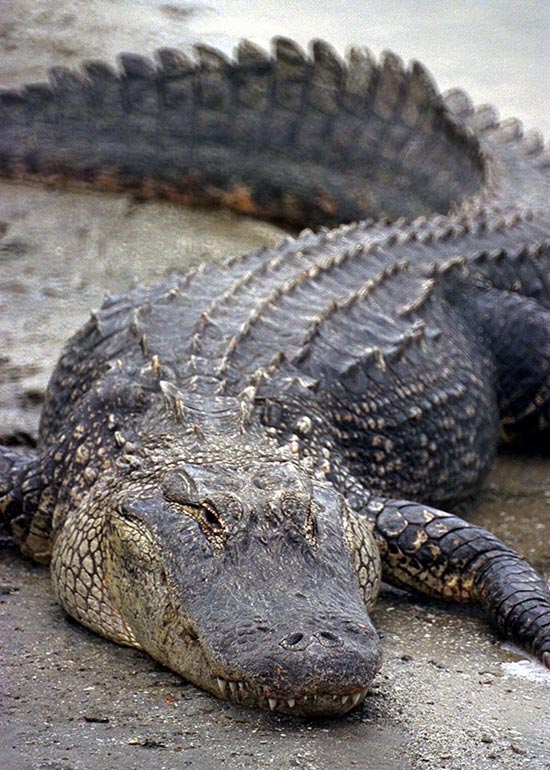
Een hedendaagse Florida-alligator. Het is ook mogelijk dat de tanden van Pliogonodon toebehoren aan een geslacht van krokodilachtigen dat nog steeds leeft, in het speciaal alligators komen dan in aanmerking.